# Krasnaja ploščad'
Krasnaja ploščad' (Красная площадь) è un film del 1970 diretto da Vasilij Sergeevič Ordynskij.